# Макар Валентин Володимирович
Валентин Володимирович Макар (нар. 3 квітня 1966, м. Кривий Ріг, Дніпропетровська область, УРСР) — український актор театру, провідний майстер сцени.

## Життєпис
Народився 3 квітня 1966 року у Кривому Розі Дніпропетровської області. Батько — Володимир Юрійович — шахтар, мати — Оксана Василівна — домогосподарка. Закінчив ЗОШ №44, Ніжинське училище культури і мистецтв ім. М. Заньковецької. Приїхав до Чернігова, де на нього чекала його дівчина — артистка Чернігівського обласного молодіжного театру Мирослава Витриховська, яка згодом стала його дружиною.
Про шлях до театральної сцени висловився з гумором:
| Ліві лапки | Абсолютно не мріяв про акторську кар'єру — я був нормальною дитиною. | Праві лапки |

Майбутній актор займався спортом, грав за футбольний клуб "Кривбас". Але одного разу вчителька літератури попросила продекламувати вірш на конкурсі читців. Хлопець посів перше місце і відтоді розпочалась його дружба зі сценою. Після закінчення 10-го класу перед Валентином постав вибір — вступати до театрального чи льотного училища. Тим, що віддав перевагу саме театру, здивував не тільки батьків, а й друзів та однокласників.
З 1988 року і до сьогодні працює в Чернігівському обласному молодіжному театрі, заснованому у 1985 році. В тій будівлі, де Молодіжний театр знаходиться зараз, актор грає з першого сезону.

## Творчість
Про театр та ролі:
| Ліві лапки | Буває, що твій внутрішній стан співпадає зі станом героя. Якщо ж ні, то потрібно відшукати цього персонажа в собі. Я проти того, щоб тягнути ролі на себе. Треба шукати в ролі іншу людину, а не грати самих себе, тільки з іншим текстом. Але трапляються й такі ролі, в яких повністю розчиняюся. Буває, протягуєш руку до партнера по сцені і розумієш, що то вже не ти. І тоді немає награних емоцій —- все відбувається цілком природно. А якщо говорити про Рендла Макмерфі (роль В. Макара у виставі Молодіжного театру "Пролітаючи над гніздом зозулі") — це та людина, яка знаходиться десь глибоко в мені. Його стан постійного бунту мені дуже імпонує. Та не всі ролі так просто даються — кожна цікава і складна по-своєму, йде постійна робота над персонажем. Треба шукати родзинки, додавати щось від себе, від автора, від режисера та віддавати на розсуд глядача. | Праві лапки |

Колектив Молодіжного театру активно співпрацює з культурно-просвітницьким та науково-методичним центром області — Чернігівською обласною універсальною науковою бібліотекою ім. В.Г. Короленка.
12 грудня 2016 року в рамках багаторічного проекту "Театр в бібліотеці" відбулася презентація творчості Валентина Макара до 50-літнього ювілею актора.
|  |  |  |

|  |  |

## Ролі в театрі
Чернігівський молодіжний театр (з 1988-го року)
1. «Політ над гніздом зозулі» (К. Кізі) — Рендл П. Макмерфі;
2. «Одинадцять сторінок воєнної прози» (Борис Васильєв) — Небогатов;
3. «Про Федота-стрільця, удалого молодця» (Леонід Філатов) — Федот;
4. «Іохим Лис — детектив з дипломом» (Г. Гладков) — Ромуальд Россомаха;
5. «Тартюф» (Мольєр) — Оргон;
6. «Фієста» (Е. Хемінгуей), постановка І. Тихомирова — Джейк;
7. «Украдене щастя» (Іван Франко) — Михайло Гурман;
8. «Три товариші» (Е. М. Ремарк) — Альфонс;
9. «Валентин і Валентина» (М. Рощин) — Володя;
10. «Мій бідний Марате» (О. Арбузов) — Марат;
11. «Пігмаліон» (Б. Шоу) — полковник Пікерінг;
12. «Шельменко-денщик» (Г. Квітка-Основ'яненко) — Опецьковський Осип Прокопович;
13. «Іванов»[ru] (А. Чехов) — Лебедєв Павло Кирилович;
14. «Чайка» (А. Чехов) — Дорн Євген Сергійович;
15. «Вовки та вівці»[ru] (О. М. Островський) — Линяєв Михайло Борисович;
16. Вишневий сад (А. Чехов) — Лопахін Єрмолай Олексійович;
17. «Скарби капітана Флінта» (за Р. Л. Стівенсоном) — П'ю;
18. «Ляльковий дім» (Г. Ібсен) — адвокат Хельмер;
19. «Овід (Прощавай, Арлекіне…)» (Е. Л. Войнич) — Артур Бертон (Овід);
20. «Трактирниця»[ru] (К. Гольдоні) — кавалер Ріпафратта;
21. «Валентин і Валентина» (М. Рощин) — Карандашов;
22. «Поминальна молитва» (Г. Горін), постановка О. Янковського — Лейзер-Волф;
23. «Полліанна» (Е. Портер), постановка Б. Ревкевича — Том;
24. «Матінка Кураж та її діти» (Б. Брехт);
25. «На жабках» — Нервовий;
26. «Вечірній мед» (К. Москалець);
27. «Крихітка Цахес» (Е. Т. А. Гофман) — Мош Терпін.

## Фільмографія
- 2008 — «Важкий пісок»
- 2014 — «Будинок з ліліями»